# Crash Twinsanity
A Crash Twinsanity egy platform-videójáték, melyet a Traveller's Tales fejlesztett. Észak-Amerikában a Vivendi Universal Games, Európában és Ausztráliában a Sierra Entertainment adta ki PlayStation 2-re és Xboxra is. A PlayStation 2-es verziót ismét kiadták egy háromlemezes "Crash Bandicoot Action Pack" összeállításban. Ebben szerepelt még a  Crash Nitro Kart és a Crash Tag Team Racing is). Ez utóbbi az USA-ban 2007. június 12-én, Európában 2007. július 12-én jelent meg.
A Twinsanity a Crash Bandicoot sorozat 11. tagja. A játék három évvel a Crash Bandicoot: The Wrath of Cortex törtlénete után játszódik, és továbbkíséri a sorozat főhősének és főgonoszának életét. Crash Bandicootnak és Doctor Neo Cortexnek együtt kell dolgozniuk, hogy megállítsák a Pokoli Ikreket, akik látszólag Dr. Cortexhez kötődő mutáns papagájok, és azt a feladatot kapták, hogy pusztítsák el a Wumpa-szigeteket. Bár a Twinsanity vegyes kritikát kapott, a régi felhasználók körében kedvező volt a fogadtatása.[forrás?]

## Fogadtatás
| Összegzőoldal | Értékelés                  |
| ------------- | -------------------------- |
| GameRankings  | (Xbox) 69% (PS2) 66%       |
| Metacritic    | (Xbox) 66/100 (PS2) 64/100 |

| Szerző        | Értékelés                  |
| ------------- | -------------------------- |
| 1Up.com       | B                          |
| EGM           | 3,5/10                     |
| Eurogamer     | 7/10                       |
| Game Informer | 6/10                       |
| GamePro       | 7,5/10                     |
| GameSpot      | (Xbox) 7,4/10 (PS2) 7,3/10 |
| GameZone      | (Xbox) 7,5/10 (PS2) 6,9/10 |
| IGN           | 7,7/10                     |
| OPM (US)      | 5/10                       |
| OXM (US)      | 7,3/10                     |
| Play          | 8,3/10                     |
| PSM           | 6/10                       |
| TeamXbox      | 7,5/10                     |

A Crash Twinsanity a megjelenést követően pozitív értékeléseket kapott. A Play Magazine kijelentette, hogy a "Traveller's Tales 60-as képmegjelenés produkált másodpercenként, mindezt anélkül, hogy áldozatul esett volna a expanzió, eltörpítette volna a nagy és a kicsi találkozását vagy a villogó effekteket,  miközben ügyesen egyensúlyozza a szereplők és a környezet egyensúlyát a történtekkel." James B. Pringle az IGN-nél azt írta: "A Vivendi Universal kiadó ls a Traveller's Tales fejlesztő annyi humort és szerethetőséget csempésztek a játékba, hogy szó szerint hangosan kell nevetni tőle. Azért is várjuk  hogy megverjük a főnököket, mert amellett, hogy közeledünk a játék célja felé, hallhatjuk a vicces párbeszédeket és a legviccesebb hangszerepeket."
Az 1UP.com-nál dolgozó Andrew Wooldridge azt mondta, a játék "vicces, őrület játszani, és kimondottan fejlősdés a korábbi klausztrofóbiás lineáris játékvezetésekhez képest." A GamePrónál dolgozó Chris Stead szerint a játék ňagy örömforrás a győzedelmeskedő fiatalságunknak, és humoros visszaemlékezés a veteránabbaknak." A TeamXbox szerzője, Brent Soboleski szerint a játék "az egyik legjobb cím a Crash sorozatból, mióta elindultak az otthoni konzolok. Ezen kívül amiatt, hogy a régi ellenségekből partnereket csinált, a Twinsanity új színfoltot kapott." Nick Valentino tollából a GameZone-ban az olvasható, hogy a játék "kinőtte elődeit azzal, hogy egyszersmind humoros és elragadóan élvezetes."
Ugyanakkor az ugyanannál az oldalnál dolgozó Luis Bedigian szerint a játék "megduplázza a pszichopaták elmeállapotát, de ugyanakkor csak fele akkora élvezetet biztosít a játékosoknak." Ryan Davis a GameSpotnál arra a végkövetkeztetésre jutott, hogy "kicsit kifordították a sarkaiból a játékot, de ez nem egy eget rengető élmény a 3D platformot használóknak, ugyanaokkor olyan, mintha karon lőptte volna magát a sorozat, mint ahogy a Wrath of Cortex is elhasalt, és amit csinál, azt elég jól teszi." Az Official Xbox Magazine kijelentette, hogy "még ha frusztráló is, hogy egy ugrásnál az 50. alkalommal halsz meg, még mindig halálian viccesnek gondolod." Kristan Reed az Eurogamertől azt mondta, "meg lehet nézni magát a játék cselekményét, és mikor eléri a lehetőségeit, ez annyira élvezetes, amennyire ilyet csak ígérhet ez a műfaj. Vannak benne olyan magasan kivitelezett részek, melyekre sokáig fogunk emlékezni."
A PSM Magazine a játék grafikáját és irányíthatóságát dicsérte, de kritizálta a szintek kinézetét, mely szerinte „annyi olcsó fogással öli meg a játékot, amennyivel csak lehet." A Game Informer egyik értékelője így fejezte be írását: "Miközben fáj, hogy ezt kell mondanom, lehet, hogy a Crashnek teljesen át kellene vennie a |Blossom jellegét, és utána el kellene tűnnie." Az Official U.S. PlayStation Magazine szerint a játék ”dőzsölés”, és "az elveszített lehetőségek tragikus története, mivel egy vidám platformos játékos képe sejlik fel a nekem-is-szeméthalmaz mögött.” Az Electronic Gaming Monthly úgy döntött, "a vicces megfogalmazás (a volt Ren és Stimpy szövegének udvariassága) sem mentheti meg a Crash szellemtelen, leporolt, antikvált, inspirációk nélküli változatát még a szemet gyönyörködtető vizuális effektekkel sem. "